# Marathon
 For alternative betydninger, se Marathon (flertydig). (Se også artikler, som begynder med Marathon)
Marathon, eller Maraton, (nygræsk: Marathónas,  Μαραθώνας; gammelgræsk: Marathṓn, Μαραθών = "Fennikelstedet" af μάραθο = fennikel) er en lille by i Grækenland, mest kendt for slaget ved Marathon i 490 f.Kr., hvor en athensk hær slog de persiske tropper, der blev landsat her. 

## Det legendariske løb
Legenden forlyder, at budbringeren Pheidippides løb de 42 km til Athen for at fortælle om sejren. Ved ankomsten råbte han nenikikamen! - "vi vandt!", og faldt død om. Da traditionen med olympiske lege blev genoptaget i 1896, iscenesatte man et tilsvarende løb, der blev vundet af Spyridon Louis.
Navnet på atletikdisciplinen maratonløb, samt begrebet maraton (der begge staves uden h), henviser til denne legende.
Det blev bygget en stor gravhøj over de faldne athenere. Højen er bevaret og omgivet af en park.

## Kommunen
Marathon kommune blev oprettet ved lokalstyrereformen af 2011 ved at slå de følgende fire tidligere kommuner sammen til en kommunal enhed:
- Grammatiko
- Marathon
- Nea Makri
- Varnavas

Der var i 2001 8.883 indbyggere i kommunen.
De andre landsbyer i den kommunale enhed er Agios Panteleimonas (1 489 beboere), Kato Souli (1 477 beboere), Vrana (731 beboere), Avra (235 beboere), Votho (207 beboere), Ano Souli (188 beboere) og Schinia (156 beboere).
Kato Souli skibskommunikationsmast er en 250 meter høj radiomast, Grækenlands højeste konstruktion.